# 裸頭彩短鯛
裸頭彩短鯛，為輻鰭魚綱鱸形目隆頭魚亞目慈鯛科的其中一種。

## 分布
本魚分布非洲的剛果盆地的溪流中。

## 特徵
本魚頭扁、眼睛的位置高，眼睛下方有藍色色塊。魚體顏色較淺，呈灰褐色，肩部為淺藍色，腹部有淺紫色區塊。尾鰭上方則是由深、淺兩種橫條紋組成的圖案。體長可達7公分。

## 生態
本魚棲息在河流的底層，屬肉食性，雌魚產卵於岩洞中，魚卵約三天孵化。

## 經濟利用
屬於小型的觀賞魚，性情溫和。